# Urbarialgemeinde Apetlon
Die Urbarialgemeinde Apetlon ist mit einer Gesamtfläche von etwa 1.300 Hektar eine der größeren Agrargemeinschaften Österreichs und die größte Agrargemeinschaft des Burgenlands. Der größte Teil der Grundfläche ist an den Nationalpark Neusiedler See-Seewinkel verpachtet. Davon sind etwa 300 Hektar Wasser- bzw. Rohrfläche. Weitere 700 Hektar dienen als Weidefläche für etwa 350 Rinder. Die Teilhaber der Urbarialgemeinde bewirtschaften 250 Hektar ihrer Grundfläche selbst, unter anderem als Ackerfläche, Blühfläche, wertvolle Fläche / Rotfläche (WFR) sowie 45 ha als Teichwirtschaft (im Darscho).

## Wortbedeutung
Das Wort Urbarialgemeinde leitet sich vom Wort Urbar, einem Besitzrechtsverzeichnis, ab.

## Geschichte
In ältester Zeit standen gewisse Wälder und Weiden im gemeinsamen Eigentum der Ansiedler (Allmende). Diese wurden gemeinschaftlich als Weideflächen, zur Holzgewinnung oder zur Gewinnung anderer Produkte genutzt.
Zu dieser Zeit wurden im westlichen Teil Österreichs durch die Grundherren Urbarien angelegt. Im östlichen Teil herrschte der Adel über die zumeist ungarischen und slawischen Bauern, die im Allgemeinen weit stärker unterdrückt wurden als die deutschen Bauern.
Durch Kaiserin Maria Theresia wurde 1768 die Urbarialverfassung eingeführt. 1838 beschloss der für das heutige Burgenland zuständige ungarische Reichstag ein Urbarialgesetz. Zehn Jahre später kam es zur Ungarischen Revolution, welche am 4. März 1849 eine neue Reichsverfassung mit sich brachte. Am 17. März 1849 wurde auf Grundlage dieser Verfassung ein provisorisches Gemeindegesetz erlassen, in welchem es in Artikel I hieß: „Die Grundfeste des freien Staates ist die freie Gemeinde.“ und welches die Geburtsstunde der heutigen Urbarialgemeinde darstellt. Um 1870 herum wurden die Mitglieder registriert, wobei es je nach Größe der Ansässigkeit Voll-, Halb-, Viertel- und Achtel-Bauern gab, wovon wiederum die Zahl der Anteile abhing.

## Rechtliche Rahmenbedingungen
Das Burgenländische Flurverfassungs-Landesgesetz regelt im II. Hauptstück die grundlegenden Bedingungen von Agrargemeinschaften im Burgenland.
Die Satzungen für Agrargemeinschaften (Urbarialgemeinden) wurden mit Verordnung vom 29. Mai 1971, Zi. V/1-7069/49-71, durch das Amt der Burgenländischen Landesregierung als Agrarbehörde I. Instanz erlassen. Die Satzungen wurden im Laufe der Jahre durch weitere Verordnungen geändert.
Agrargemeinschaften im Burgenland sind Körperschaften öffentlichen Rechtes, welchen das Eigentum an den agrargemeinschaftlichen Liegenschaften zusteht. Mitglieder der Agrargemeinschaft sind Eigentümer jener Liegenschaften, an deren Eigentum Anteilsrechte an agrargemeinschaftlichen Grundstücken gebunden sind (Stammsitzliegenschaften) sowie Personen, denen persönliche (walzende) Anteilsrechte zustehen. Sie sind im Teilhaberverzeichnis gelistet, welches einen Anhang der Satzungen darstellt und vom Obmann geführt wird. Mitglieder der Agrargemeinschaft haben Sitz und Stimme in der Vollversammlung und nehmen an der Nutzung des Gemeinschaftsvermögens teil. Sie haben abhängig von der Größe ihrer Anteile an der Agrargemeinschaft unterschiedlich viele Stimmen in der Vollversammlung. Neben der Vollversammlung sind der Verwaltungsausschuss und der Obmann Organe der Agrargemeinschaft. Der Verwaltungsausschuss setzt sich neben dem Obmann, dem Obmann-Stellvertreter, dem Kassier, dem Wirtschafter und dem Schriftführer aus weiteren sechs gewählten Ausschussmitgliedern zusammen. Alle Mitglieder des Verwaltungsausschusses werden durch die Vollversammlung auf die Dauer von fünf Jahren gewählt. Die Aufsicht über die Agrargemeinschaften obliegt der Agrarbehörde.